# Birmanischer Guangyun-Tempel

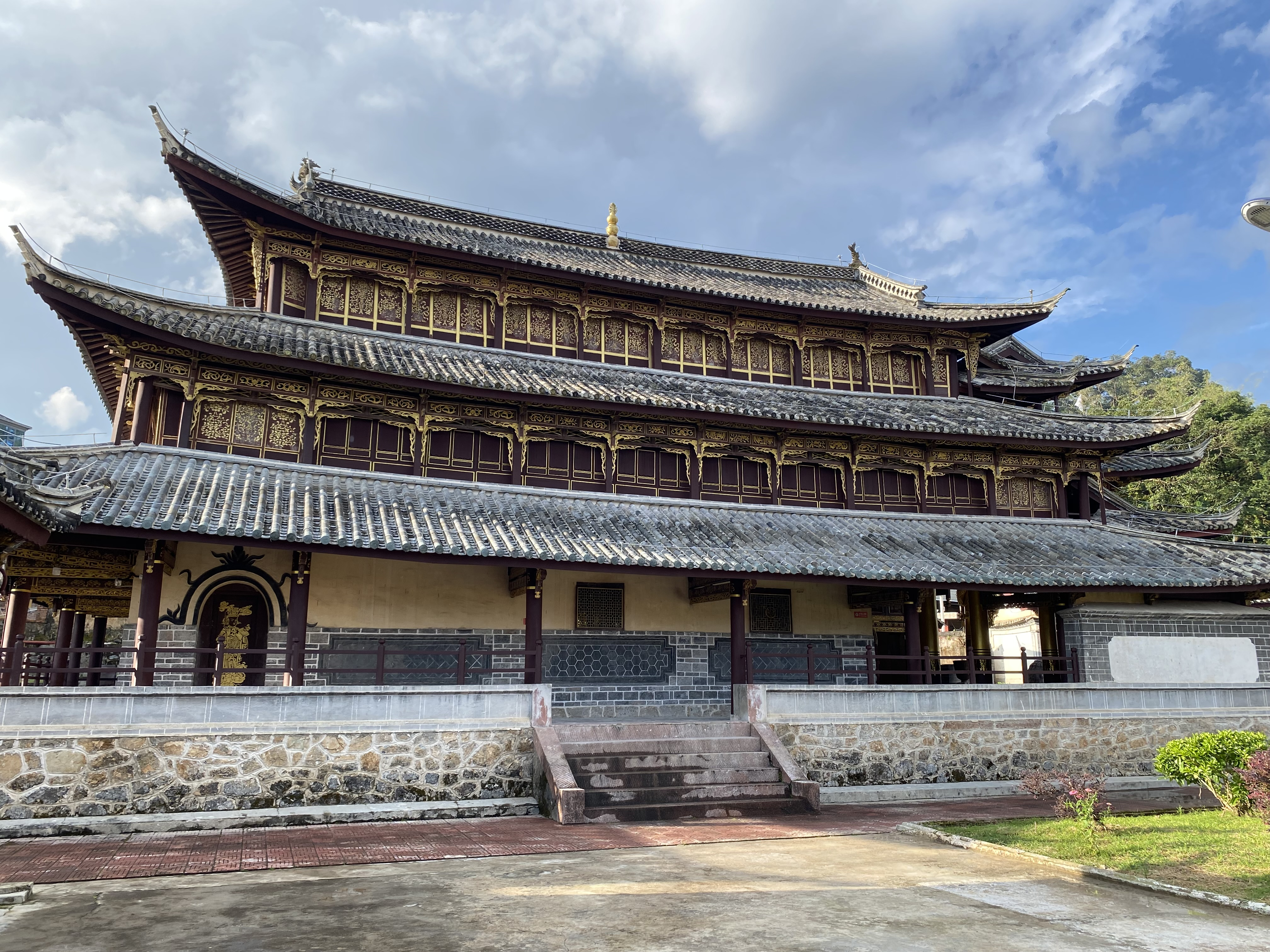
Birmanischer Guangyun-Tempel

Der sogenannte Birmanische Guangyun-Tempel (chinesisch 广允缅寺, Pinyin Guǎngyǔnmiǎn sì, englisch Guangyun Buddhist Temple / Guangyun Burmese Temple) in der Großgemeinde Mengdong im Autonomen Kreis Cangyuan der Va der Stadt Lincang, Provinz Yunnan, China, ist ein hinayana-buddhistisches Bauwerk. Er wird auch Xuetangmian si (学堂缅寺) genannt. Es heißt, er sei in den frühen Jahren der Regierungsperiode Daoguang (1828) in der Qing-Dynastie (1644–1911) erbaut. Die Haupthalle des Tempels ist 14,8 Meter breit und 24,4 Meter lang. 
Die exquisiten Schnitztechniken spiegeln die traditionelle Handwerkskunst der nationalen Minderheit der Dai wider. An den Innen- und Außenwände sind mehrere Fresken erhalten.
Der Baustil des Tempels wurde durch die han-chinesische Architektur stark beeinflusst, behält aber die Grundform des Hinayana-Tempels bei und bezeugt so den kulturellen Austausch zwischen Han-Chinesen und den Dai. 
Der Tempel steht seit 1988 auf der Liste der Denkmäler der Volksrepublik China (3-123).